# 葛懋春
葛懋春（1926年—1996年），男，安徽合肥人，中国当代史学家、史学理论家，山东大学教授、历史系主任，曾任中国哲学史学会理事。